# Phumosia aenescens
Phumosia aenescens este o specie de muște din genul Phumosia, familia Calliphoridae. A fost descrisă pentru prima dată de Surcouf în anul 1920.
Este endemică în Madagascar. Conform Catalogue of Life specia Phumosia aenescens nu are subspecii cunoscute.